# Paraguitelia pinheyi
Paraguitelia pinheyi là một loài bọ cánh cứng trong họ Cerambycidae.